# La montaña de Sainte-Victoire, vista desde Bibémus
La montaña de Sainte-Victoire, vista desde Bibémus es un cuadro del pintor francés Paul Cézanne. Está realizado en óleo sobre lienzo. Mide 65 cm de alto y 81 cm de ancho. Fue pintado entre 1898 y 1900. Actualmente, se encuentra en Museo de Arte, Baltimore, Estados Unidos. 
Esta obra pertenece al género paisajístico, uno de los favoritos de Cézanne, junto al bodegón y el retrato. Es, además, uno de sus temas predilectos: la montaña de Sainte-Victoire, macizo calcáreo del sur de Francia, entre los departamentos de Bocas del Ródano y Var. Cézanne, con sus cuadros, la hizo famosa. 
Le dedicó numerosos cuadros en dos épocas distintas: de 1882 a 1890 y de 1901 a su muerte. Esta visión desde Bibémus se enmarca en la segunda época.
Cézanne no pretendía una representación estática del paisaje. Quería lograr la unidad entre el color, la composición, la superficie y la tectónica. Además, buscaba dar una base teórica a sus experiencias y experimentos.